# Notre-Dame (La Charité-sur-Loire)

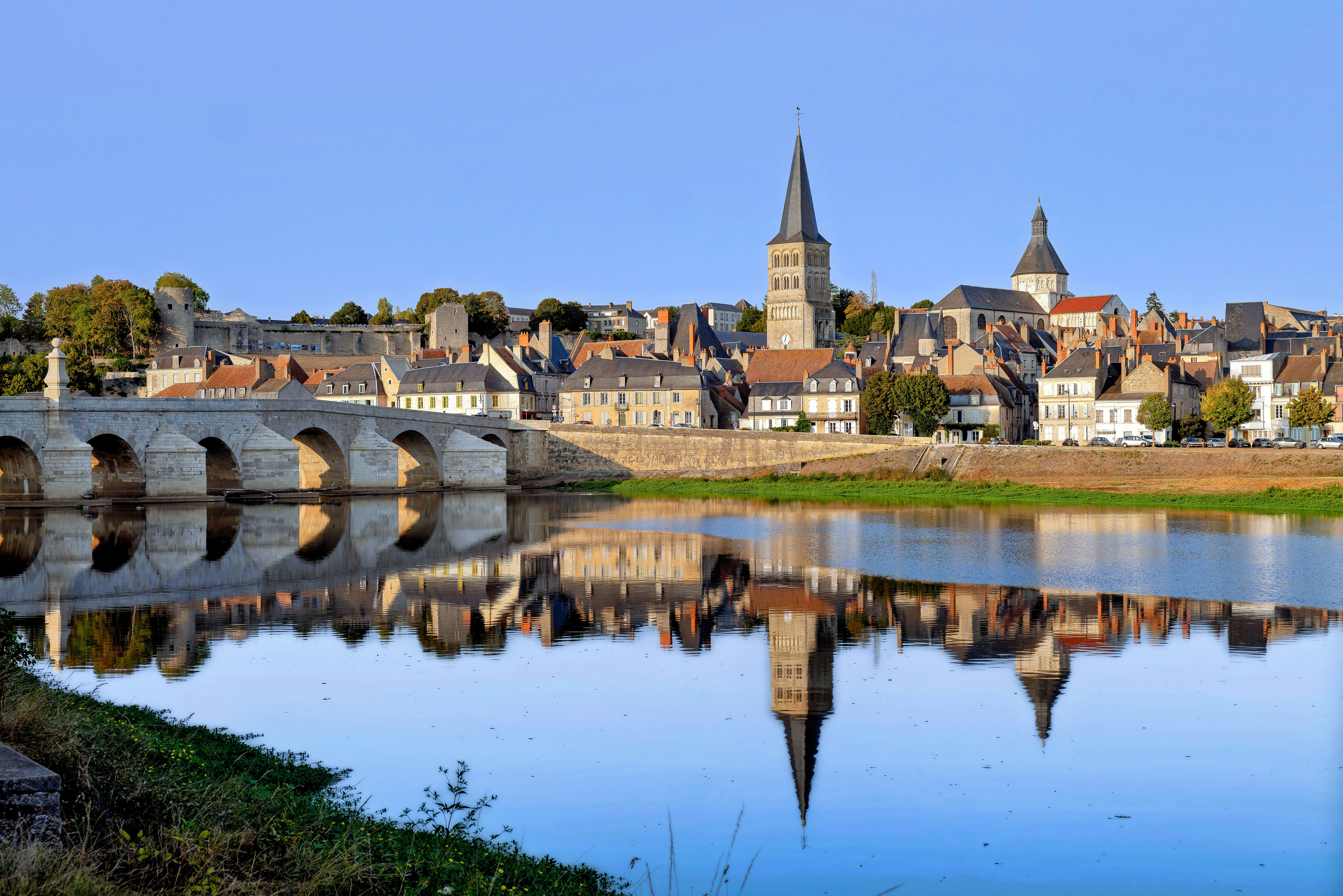
Blick über die Loire auf Stadtkern und Kirche

Die romanische Kirche Notre-Dame de La Charité ist die Pfarrkirche der französischen Stadt La Charité-sur-Loire im Burgund. Die zwischen 1059 und 1107 entstandene Basilika wurde durch Papst Paschalis II. geweiht. Das der Kirche angeschlossene Benediktinerkloster unterstand der Abtei Cluny. Seit 1998 ist die Kirche als Teil des Weltkulturerbes der UNESCO „Jakobsweg in Frankreich“ ausgezeichnet.

## Geschichte

### Kloster

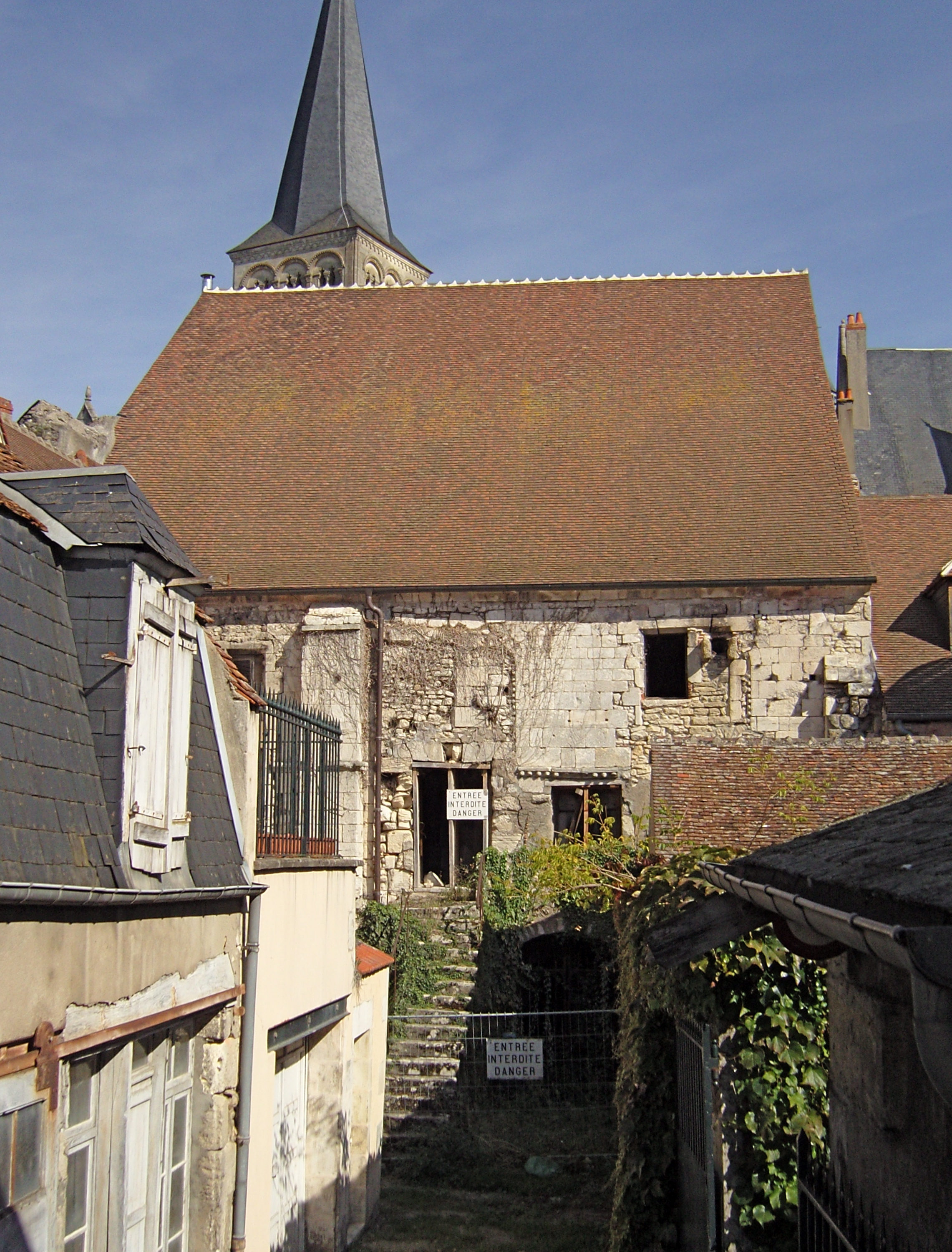
Der ehemalige Salzspeicher in der Stadt, im 12. Jahrhundert als Obdach für Pilger errichtet

An der Loire, einer ehemaligen Römerstraße und bedeutenden Pilgerwegen (später auch am Jakobsweg) gelegen, wurde um das Jahr 700 an der heutigen Stelle ein erstes Kloster gegründet. Die Ortschaft hieß damals Seyr. Der Orden folgte den Lehren des Heiligen Basilius, doch bereits 743 wurde das von etwa 100 Mönchen bewohnte Kloster durch Sarazenen zerstört. Auf dem Rückweg aus Italien rastete der fränkische König Pippin der Jüngere im heutigen La Charité-sur-Loire und befahl im Namen des Papstes Stephan II. den Wiederaufbau des Klosters. Im Jahr 771 abermals zerstört, ruhten die Ruinen bis ins 11. Jahrhundert. 1052 erhielt Bernard de Challent, Seigneur de La Marche, Seyr als Lehen vom Grafen von Nevers, der wiederum vom Bischof von Auxerre belehnt worden war. Die drei Personen entschieden, Seyr und seine zugehörigen Ländereien dem Orden von Cluny zu übergeben, um ein neues Kloster zu errichten. Aus Cluny wurde ein Benediktinermönch namens Gerardus geschickt, der mit der Reorganisation und dem Wiederaufbau der aufgegebenen Klosteranlagen betraut war. Er wurde erster Prior des Klosters und unter seiner Leitung begannen wohl spätestens im Jahre 1059 die Arbeiten an der Kirche. Die historischen Quellen, besonders die kirchlichen, schwanken, was die Jahreszahlen des Neubeginns klösterlichen Lebens angehen. Neben dem Jahr 1052 tauchen 1056 und 1059 auf. Obgleich das Jahr des Baubeginns nicht dokumentiert ist, ist das Datum der Kirchweihe belegt, denn die Feierlichkeiten zum Weihnachtsfest 1106 beging Papst Paschalis II. in der Mutterabtei Cluny und am 9. März 1107 weihte er in Anwesenheit mehrerer Kardinäle und Bischöfe das fertiggestellte Gotteshaus in Seyr.

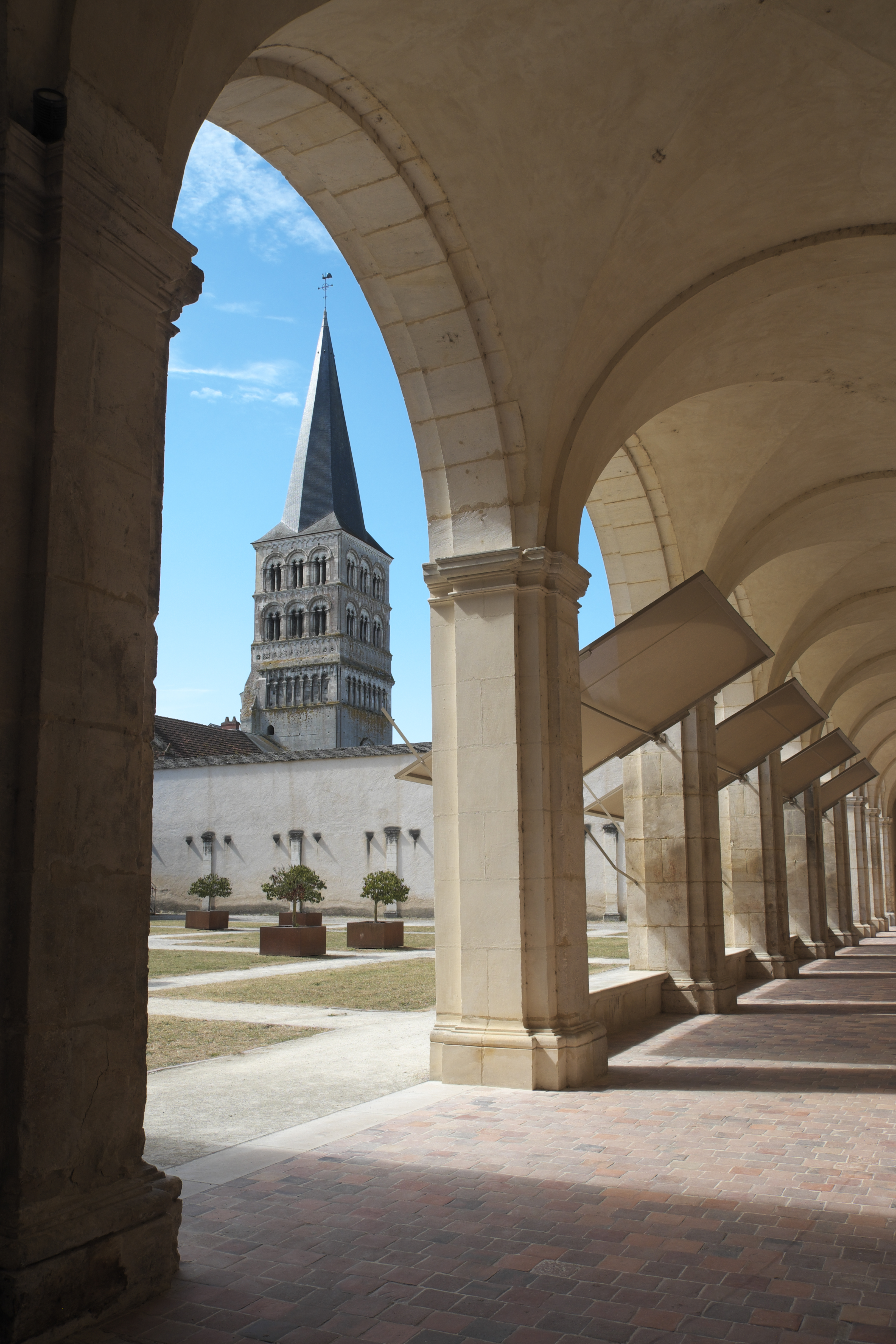
Reste des Kreuzganges im Klosterhof am nördlichen Querschiff

Der Namenswechsel der Stadt von Seyr nach La Charité lässt sich in die Anfangszeit des Klosters einordnen. Sprichwörtlich war die Barmherzigkeit (charité) der Mönche, die eine Vielzahl von Pilgern und Bedürftigen anzog.
Das Kloster in Abhängigkeit von Cluny begann rasch zu prosperieren. Zahlreiche Schenkungen mehrten seinen Reichtum und ließen auch die Stadt La Charité wachsen. Bereits zu Zeiten Hugo von Clunys wurde das Kloster als fille aînée de Cluny (erstgeborene Tochter Clunys) bezeichnet. In der Blütezeit des Klosters unterstanden ihm bis zu 400 Klöster und an die 50 Priorate in ganz Europa. Das erste Priorat wurde im Jahre 1070 im englischen Ste-Milburge of Wenlock gegründet, weitere folgten in Portugal (dessen erste Herrschaftsdynastie aus der Familie der Herzöge von Burgund abstammte), Italien und Konstantinopel.
Während der Religionskriege zwischen 1562 und 1598 wurden die Stadt und das Kloster zweimal von protestantischen Truppen eingenommen und geplündert. Auf dem Gelände des klösterlichen Leprosoriums Saint Lazar sollen 1569 900 Bürger der Stadt getötet worden sein.
Im Laufe des Jahres 1791 wurde das Kloster als Auswirkung der Französischen Revolution aufgelöst. Im Zuge der Säkularisation fielen die Klostergebäude in den Besitz des Staates und wurden verkauft, während die Prioratskirche zur Pfarrkirche der Stadt wurde. 1840 stufte Prosper Mérimée die Kirche und die Klosteranlagen als historisches Denkmal ein und verhinderte so ihren Abbruch. 1998 wurde die Kirche als Station auf dem Jakobsweg zum Weltkulturerbe erklärt.

## Baugestalt

### Baugeschichte

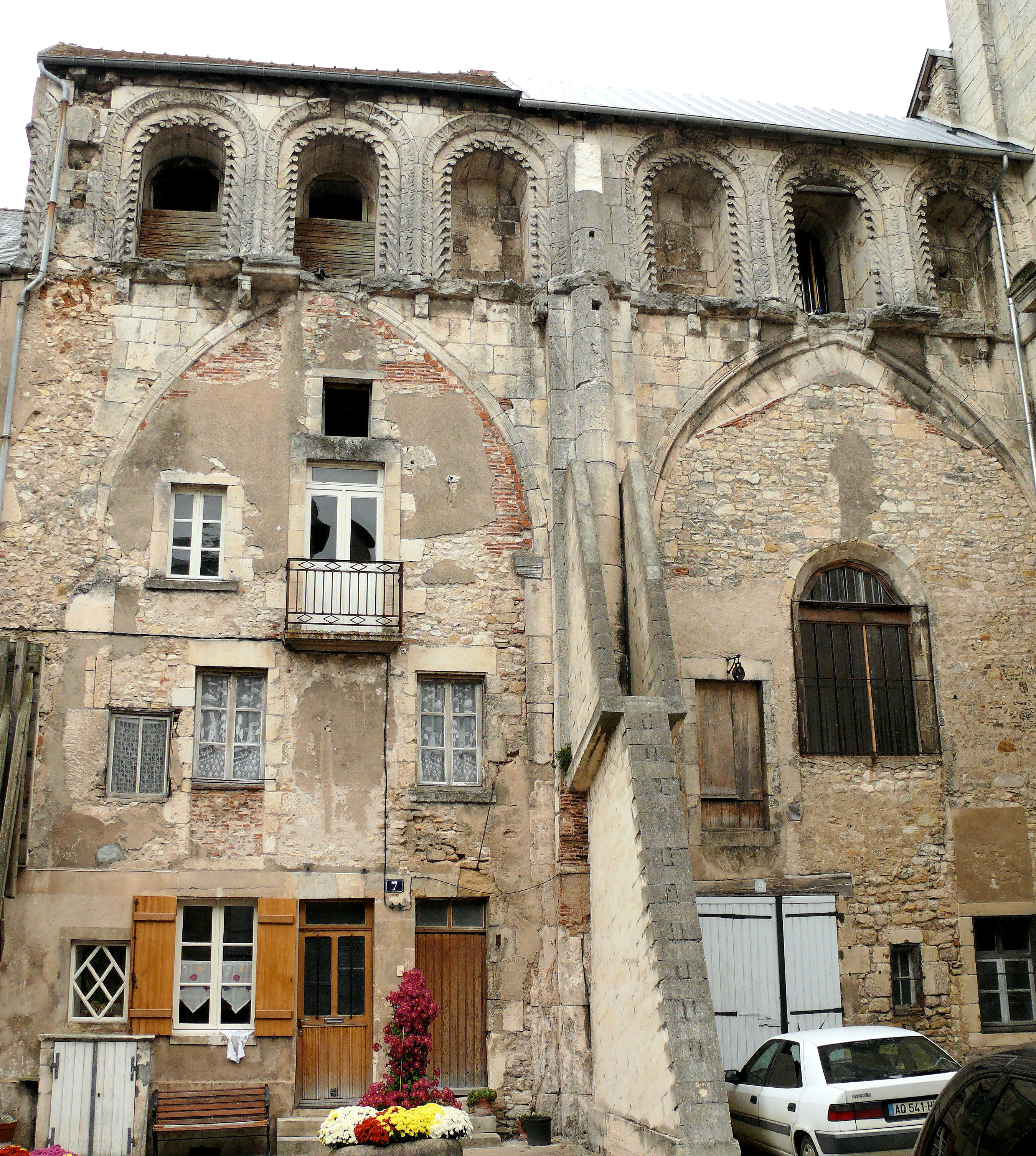
Die zu Wohnhäusern umfunktionierten Reste des Langhauses

Eindeutige baugeschichtliche Daten sind rar. Fest steht der Baubeginn in der Mitte des 11. Jahrhunderts unter der Leitung des ersten Priors Gerardus. Im Jahr 1076 muss der Bau des Chorbereiches und die Querschiffe vollendet sein, da der Bischof von Auxerre in der Vierung beigesetzt wurde. Bereits für das Jahr 1085 ist als Name der Kirche Sanctae Mariae de Caritate genannt. Ulrich von Zell schrieb in einem Brief 1088 an den Abt Wilhelm von Hirsau von der Klosterkirche in La Charité, Regula Raeber nimmt an, dass ein vollendetes Kirchengebäude zu jener Zeit vorhanden war.

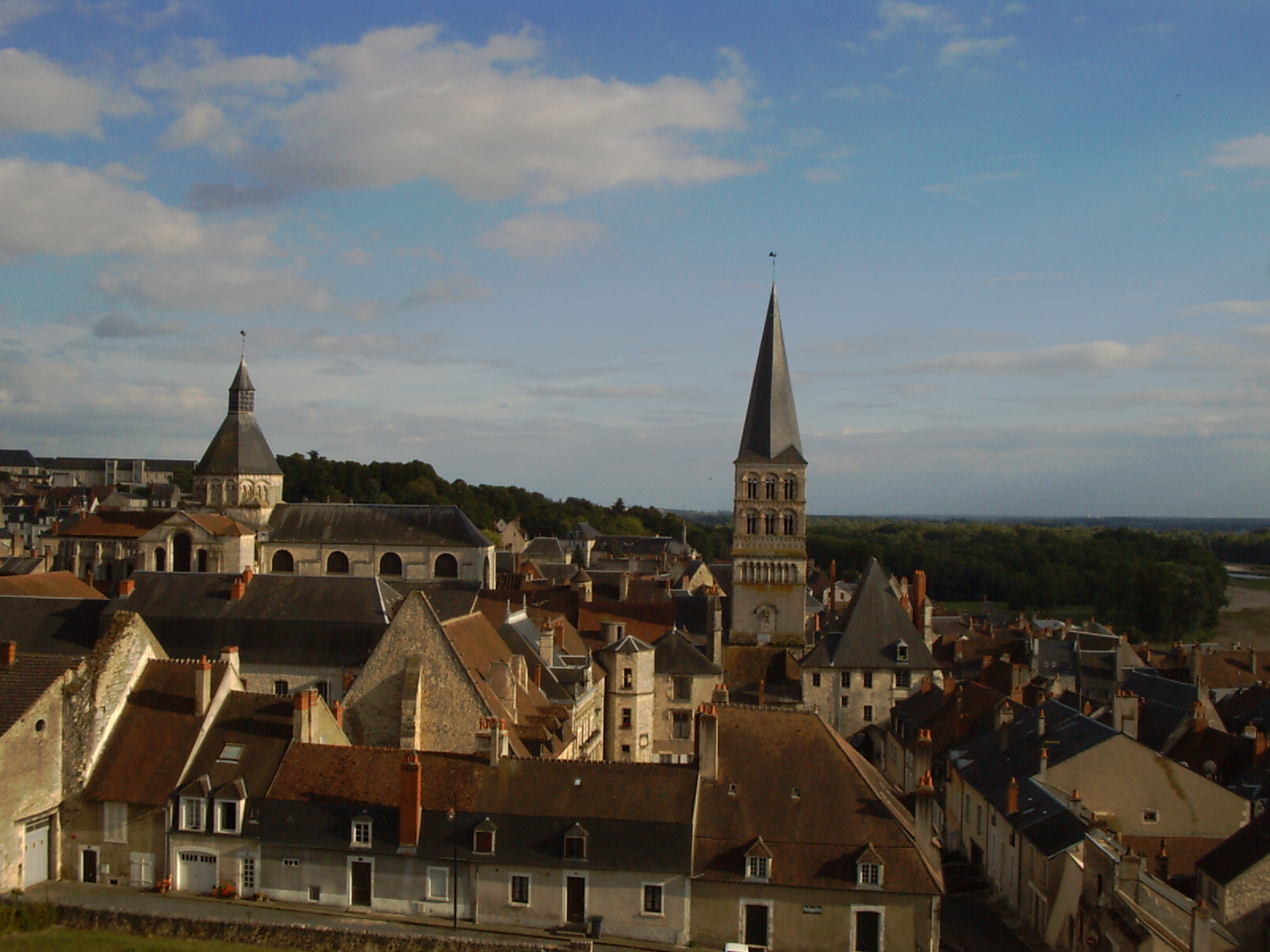
Blick auf die Kirche. Links neben dem Kirchturm der oktogonale Renaissancetreppenturm des Wohnhauses des Priors

Festzustellen sind zwei verschiedene aufeinanderfolgende Bauzustände der Kirche. Der erste beschreibt eine Kirche mit einem aus sieben gestaffelten Apsiden bestehenden Chorbereich. Die Vierung wurde mit dem heute noch bestehenden Vierungsturm bekrönt. An die Vierung und die Querschiffe schloss sich ein fünfschiffiges Langhaus von acht Jochen im Westen an. Die Architektur orientierte sich, besonders im Chorbereich, an der damaligen Abteikirche von Cluny (Cluny II).
Spätestens in der zweiten Hälfte des 12. Jahrhunderts wurden die drei mittleren Apsiden durch einen Umgangschor mit fünf Kranzkapellen ersetzt. Das Langhaus wurde um zwei Joche erweitert und mit einer Doppelturmfassade abgeschlossen. Die Außenwände wurden aufgestockt. Ursprünglich schloss sich im Inneren über der Arkadenzone gleich der Obergaden an. Im Zuge der Aufstockung wurde ein neuer Obergaden aufgesetzt und der ursprüngliche zu einem Blendtriforium umgebaut. Diese Bauweise entsprach nun der neuen Hauptkirche von Cluny (Cluny III).
1204 stürzte der südliche Turm in das Langhaus und wenig später wurden Teile des nördlichen Seitenschiffs zur Pfarrkirche der Stadt umfunktioniert. 1559 wurde das Langhaus durch einen Brand stark beschädigt, erst 1695 baute man die vier östlichen Joche wieder auf. Nach Auflösung des Klosters 1791 wurde Notre-Dame zur Pfarrkirche und die ehemalige Pfarrkirche im Seitenschiff zu Wohnhäusern.

### Chor
Der Chorbereich samt Vierung und Querhaus ist seit dem 12. Jahrhundert fast unverändert überkommen. Lediglich die mittlere Kranzkapelle wurde durch eine größere gotische ersetzt, in der heute die Gottesdienste stattfinden. Der oktogonale Vierungsturm entsprach ursprünglich in der Höhe den Türmen der Westfassade und verfügte über drei Etagen bzw. drei ähnlich gestaltete Arkadenzonen. Seit dem Brand 1559 besitzt er nur noch eine Etage, deren Äußeres mit Plastiken von Propheten verziert ist. Fast alle Figuren sind neuzeitliche Ergänzungen oder aufgrund der Verwitterung nicht mehr erkennbar.

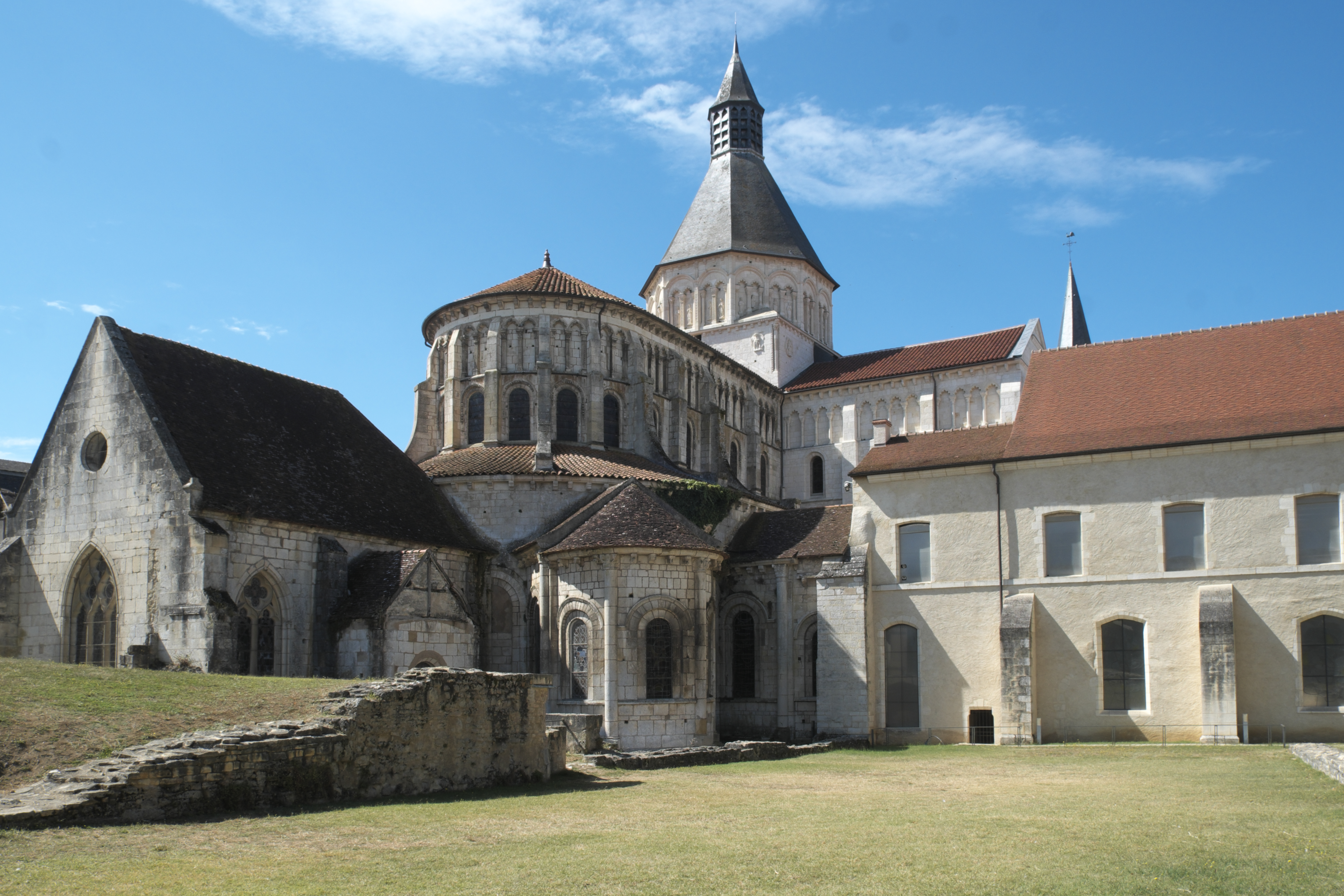
Ansicht des Chorbereichs von Nordosten
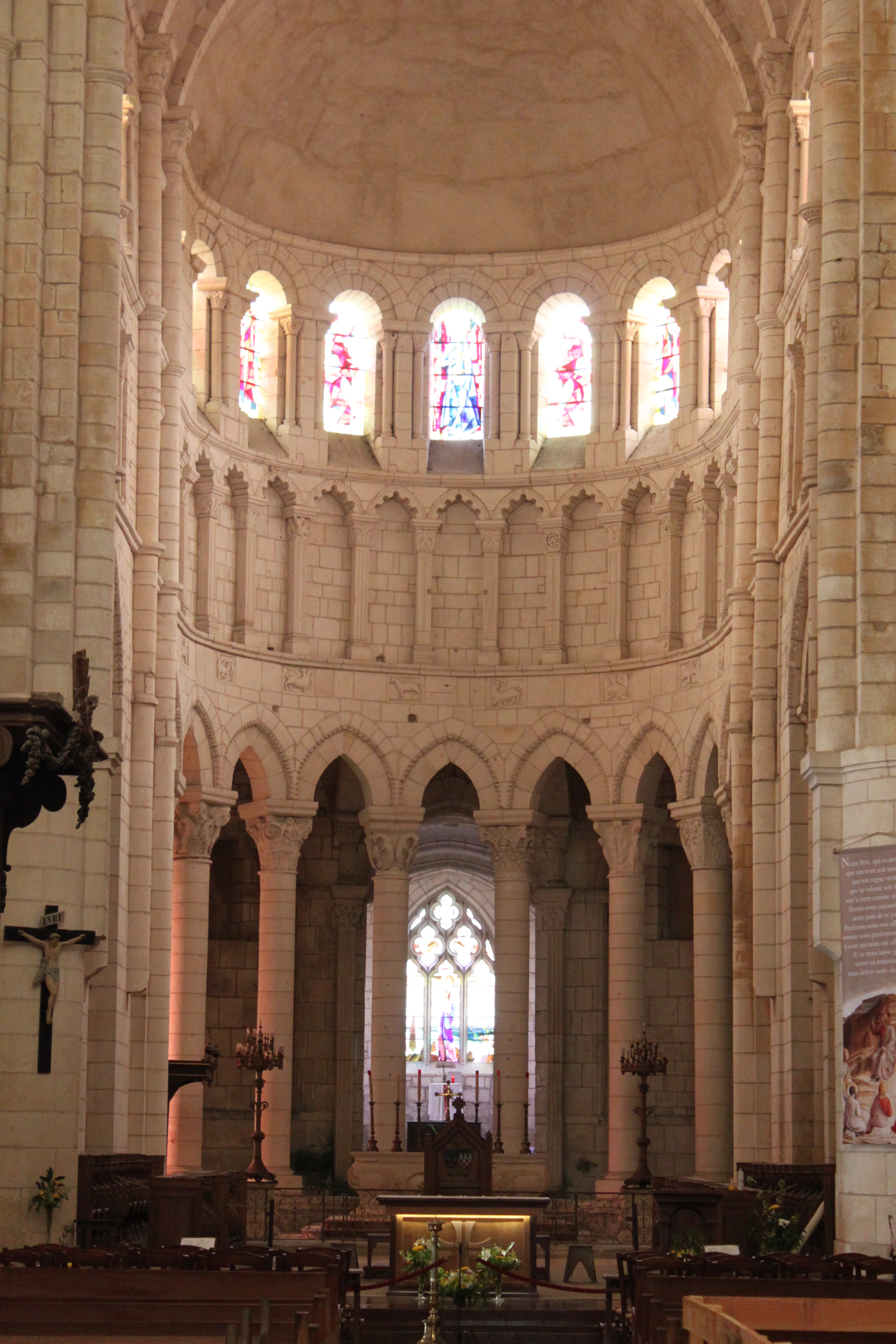
Blendarkaden über dem Chorumgang
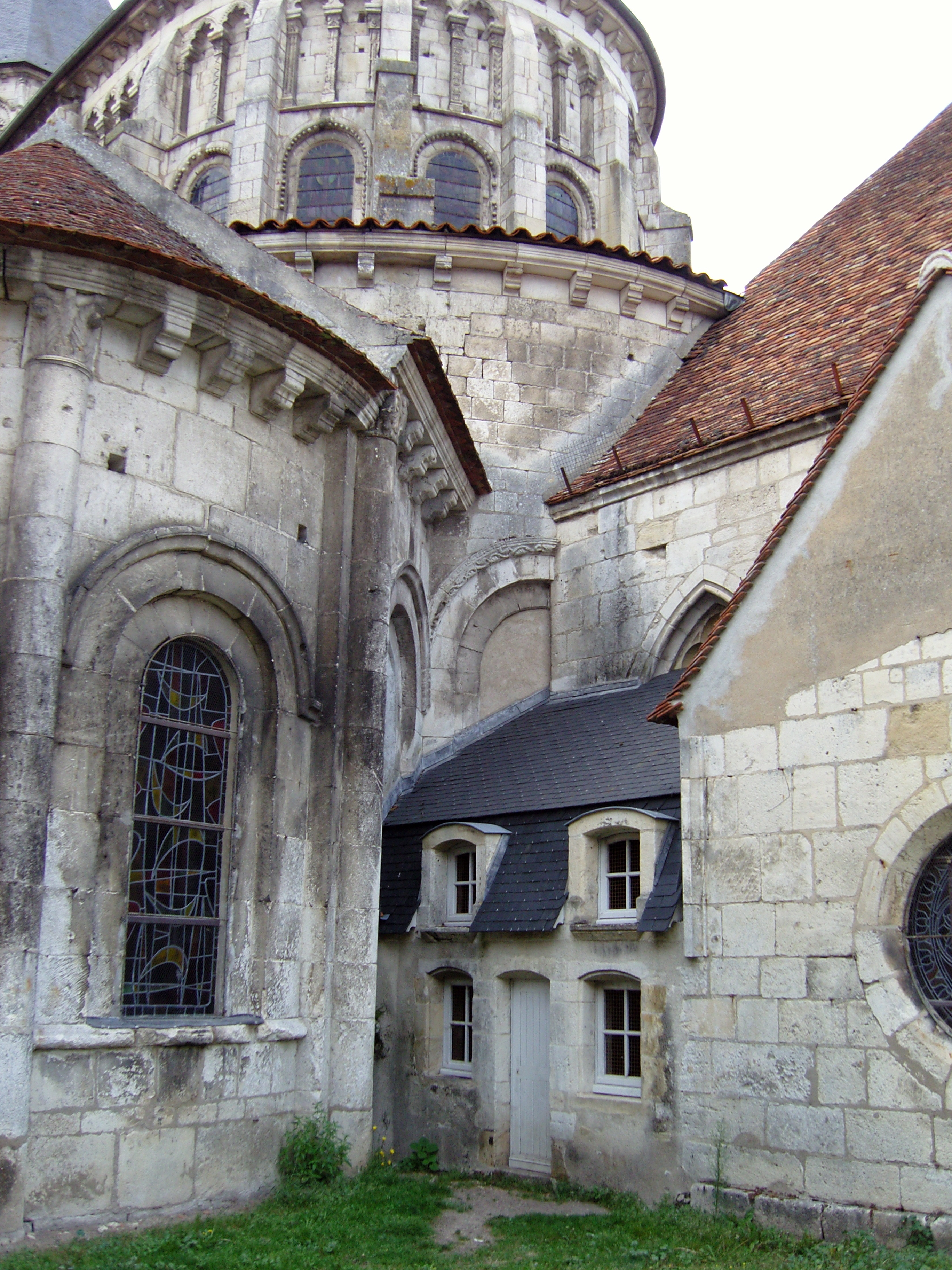
Kleiner Profanbau am Chor

### Langhaus

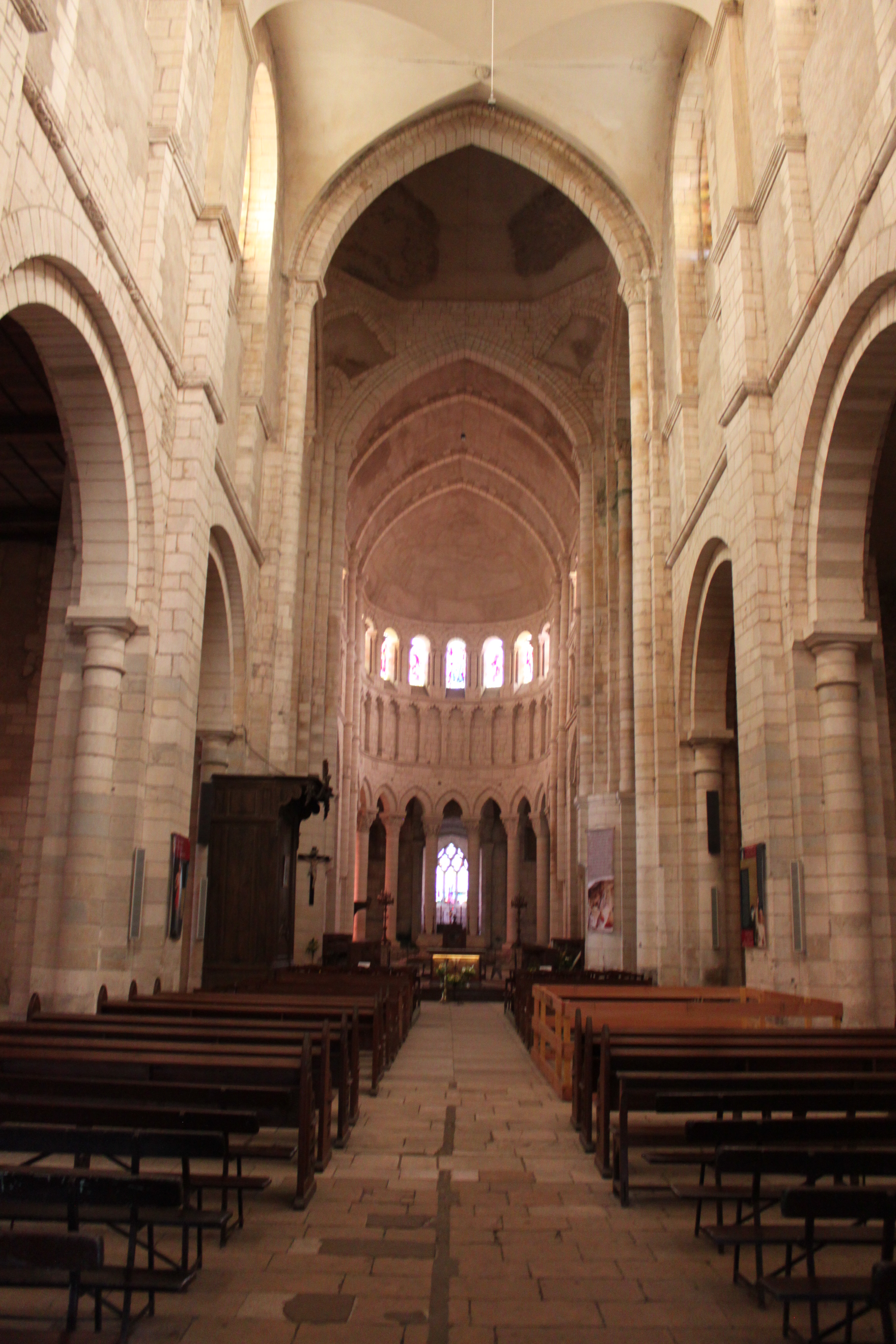
Blick durch das Langhaus nach Osten

Das Langhaus hat heute eine Länge von vier Jochen. Das nördliche Seitenschiff (es könnten auch beide nördlichen gewesen sein) des ursprünglich fünfschiffigen Langhauses wurde schon vor 1209 als Pfarrkirche Saint-Croix von der Stadt genutzt. Im Jahre 1559 brannte das Langhaus aus, wobei unklar ist, wie stark die nördlichen Seitenschiffe und somit die Pfarrkirche beschädigt wurden. Die Rekonstruktion der ersten vier Joche wurde in stark vereinfachter Form erst 1695 vollendet. Das Langhaus ist nun dreischiffig. Aus jener Zeit stammt die barocke Westfassade. Das Mittelschiff hatte ursprünglich ein Tonnengewölbe, während die vier Seitenschiffe von einem Kreuzgewölbe abgeschlossen wurden. Im 12. Jahrhundert erfolgte eine Aufstockung. Der Wiederaufbau des 17. Jahrhunderts verwendete in allen drei Schiffen Kreuzgewölbe, wobei das nördliche 1819 einstürzte und durch eine schlichte Holzdecke ersetzt wurde.

### Westfassade und Turm
Nachdem das Langhaus seine größte Ausdehnung erreicht hatte, wurde es von einer Doppelturmfassade abgeschlossen. Die zwei Türme erhoben sich über den ersten Seitenjochen der zehn Joche. In der untersten Zone der Westfassade befanden sich die fünf Portale, die den Zugang zu den Schiffen des Langhauses ermöglichten. Der zu Beginn des 13. Jahrhunderts eingestürzte südliche Turm wurde nicht wieder aufgebaut. Nachdem das Langhaus durch einen Brand 1559 stark zerstört worden war, entstand zwischen der ursprünglichen Fassade und den rekonstruierten Jochen der Platz Saint-Croix. Den Zugang zum Platz bildete das ehemalige gotisch veränderte Hauptportal. Von den vier seitlichen Portalen ist das südlichste nicht mehr erhalten, die restlichen nun funktionslos vermauert. Von den nördlichen sind noch die romanischen Tympana erhalten. Der heute noch erhaltene nördliche Turm wird Tour Saint-Croix (Heilig-Kreuz-Turm) genannt. Man nimmt an, dass in der erhaltenen Turmkapelle eine Reliquie des Heiligen Kreuzes aufbewahrt wurde. Die heutige Turmspitze stammt aus dem Jahre 1823 und ersetzt eine achteckige von vier Ecktürmen flankierte Spitze.

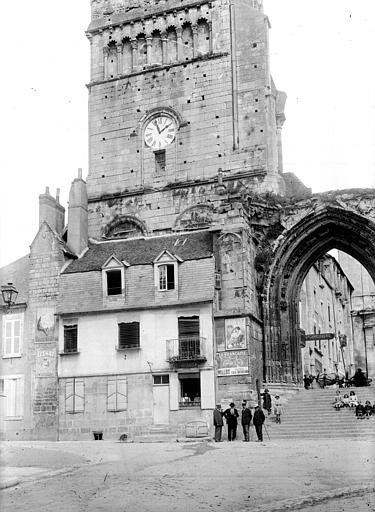
Romanisches Westwerk, aufgenommen 1919
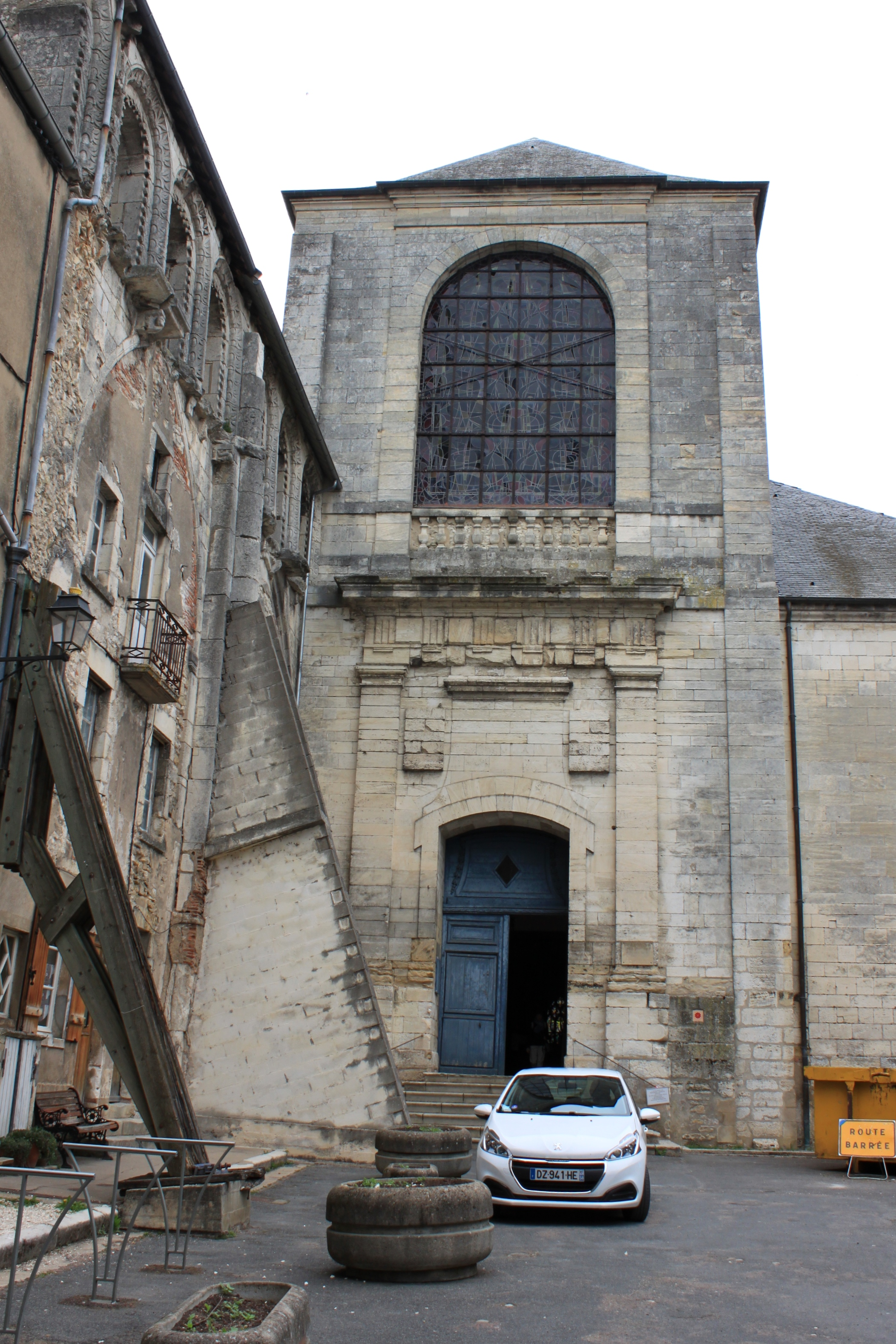
Die barocke Westfassade von 1695
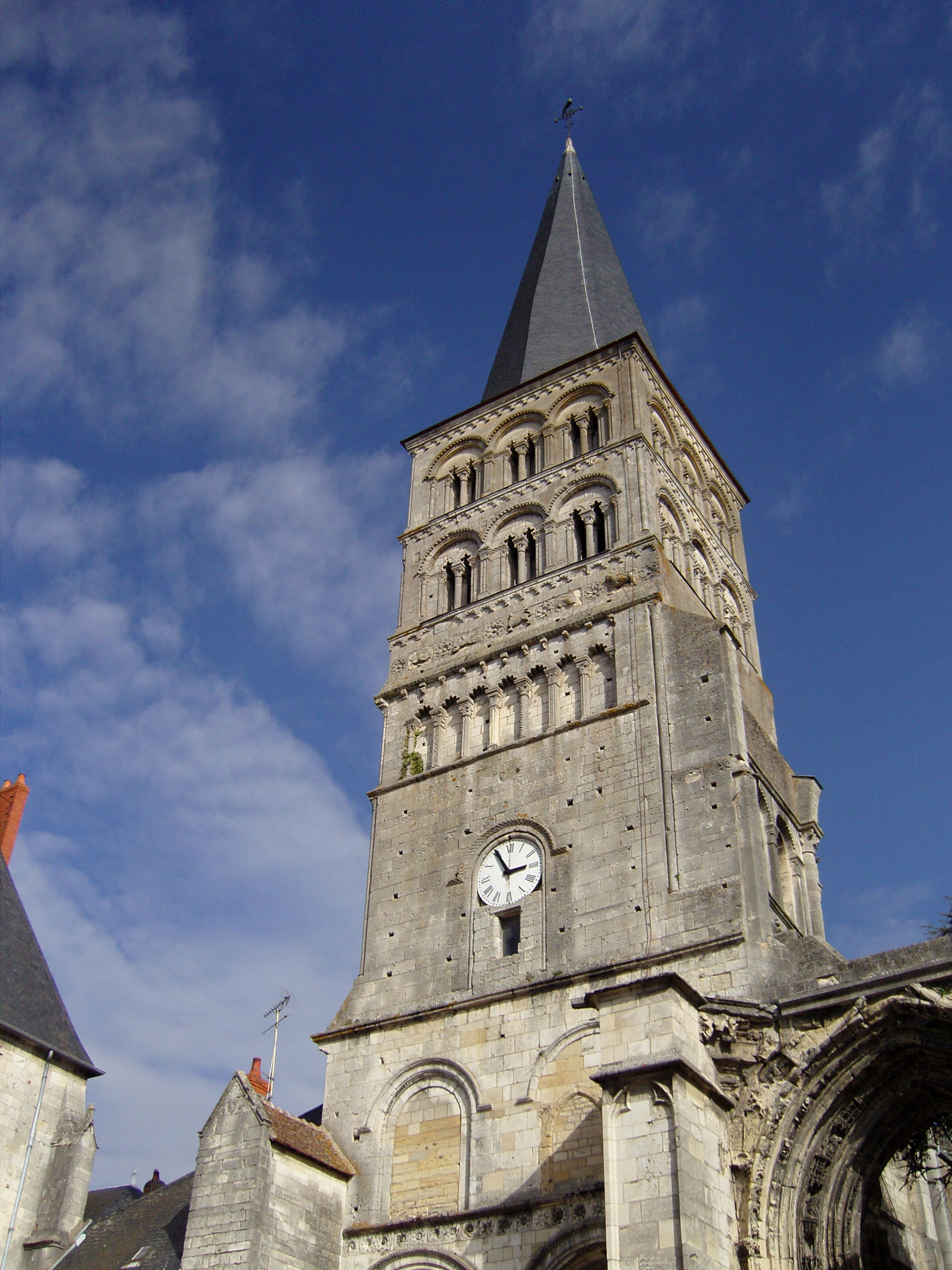
Ansicht des Turms

### Bauplastik

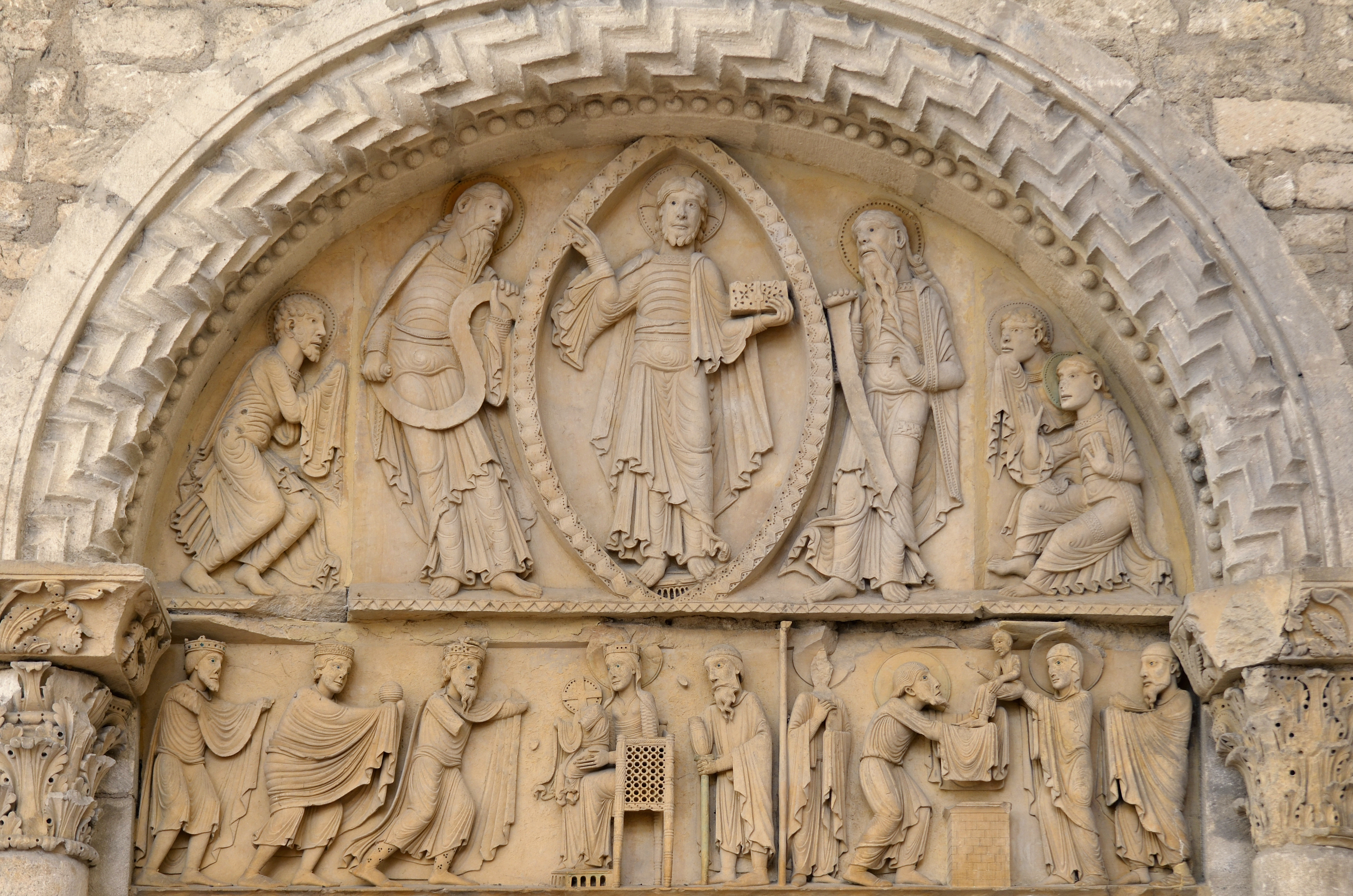
Tympanon Transfiguration Christi zeigend

Wie die ganze Kirche ist die Bauplastik aus weichem Kalkstein der Region geschaffen. Die große Anzahl von bildhauerisch bearbeiteten Kapitellen beschreibt Regula Raeber ausführlich in ihrer Dissertation. Des Weiteren sind die Tympana und Stürze der zwei nördlichen Seitenschiffportale erhalten. Sie überlebten in der Baumasse von Wohnhäusern, die an der ehemaligen Westfassade angebaut waren. Erst im 19. und 20. Jahrhundert wurden sie wieder freigelegt. Das nördliche Portal wurde 1924 wiederentdeckt. Das Tympanon litt stark an den baulichen Eingriffen. Es zeigt die Fürbitte Marias bei Christus im Himmel. Auf dem Sturz wird friesartig die Verkündigung an Maria, die Heimsuchung, die Geburt Christi und die Verkündigung an die Hirten gezeigt. Das benachbarte Portal wurde Mitte des 19. Jahrhunderts in das südliche Querschiff versetzt und ist deutlich besser erhalten. Das Tympanon zeigt die Transfiguration, während auf dem Sturz zwei Szenen die Jugend Christi erzählen. Neben der Anbetung durch die Könige ist hier die Darbietung im Tempel dargestellt.

### Ausstattung
Von der Ausstattung des Kirchenraums sind keine wesentlichen Teile erhalten. Neben dem Hundertjährigen Krieg und verschiedenen Brandkatastrophen werden besonders die Ausschreitungen von protestantischen Truppen in den Religionskriegen der Erhaltung abträglich gewesen sein. In den Kranzkapellen des Chors sind noch einige romanische Altäre von schlichter Gestalt erhalten. Der Hauptaltar stand in der Vierung und wurde 1559 durch einen Hochaltar im Chorbereich ersetzt. Reste des Altars von 1559 sind heute an der Wand des nördlichen Seitenschiffs angebracht. Augenscheinlich beschränkt sich die heutige Ausstattung auf Objekte des 18. und 19. Jahrhunderts. Der gesamte Themenbereich rückte bisher noch nicht in den Blick der Forschung.

### Saint Laurent

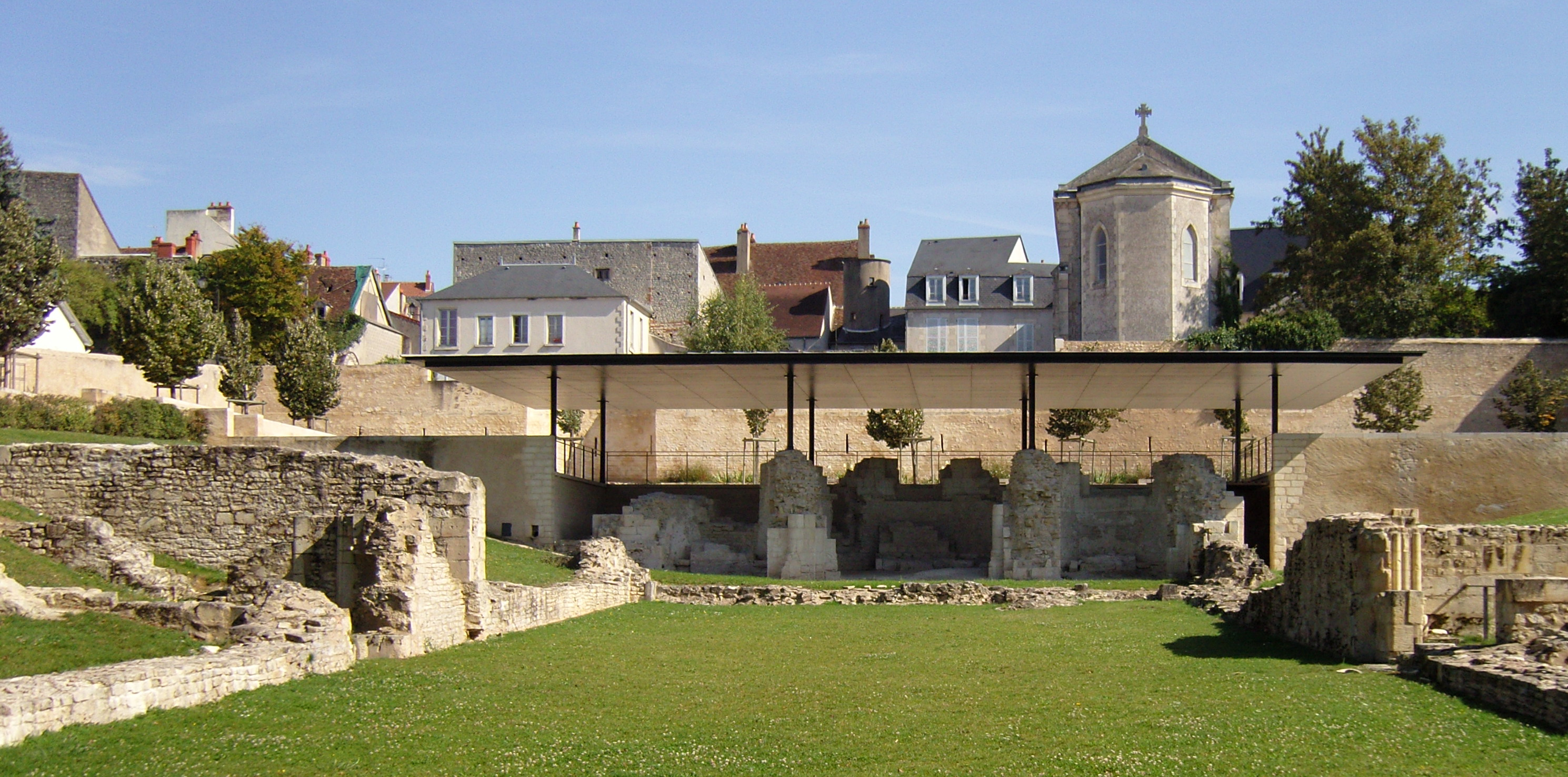
Die Ruinen des Chorbereichs der Kirche Saint Laurent

Im Laufe von Ausgrabungen zwischen 1975 und 2005 wurden hinter dem Kapitelsaal des Klosters, nordöstlich des Chors, die Fundamente einer Marien- und Allerheiligenkapelle freigelegt und gesichert. Mit der Eingliederung in den cluniazensischen Klosterverband ging auch eine Übernahme der cluniazensischen Liturgie einher. In Cluny bestand seit 1085 eine identische Anlage, die wohl der von La Charité als Vorbild diente. Hier wurden täglich Marienprozessionen und Allerheiligenvespern von den Mönchen abgehalten. Seit 2005 ist der Dreiapsidenabschluss der Ruine von einem modernen Metalldach vor der Witterung geschützt. Bis wann das dem Heiligen Laurent gewidmete Gotteshaus bestand, ist nicht klar.